# Blangy-le-Château
Blangy-le-Château – miejscowość i gmina we Francji, w regionie Normandia, w departamencie Calvados.
Według danych na rok 1990 gminę zamieszkiwało 618 osób, a gęstość zaludnienia wynosiła 58 osób/km² (wśród 1815 gmin Dolnej Normandii Blangy-le-Château plasuje się na 364. miejscu pod względem liczby ludności, natomiast pod względem powierzchni na miejscu 465.).